# Phespia simulans
Phespia simulans là một loài bọ cánh cứng trong họ Cerambycidae.